# ویادوکت
ویادوکت (انگلیسی: Viadukt) شرکت ساخت‌وساز کروات است، که در سال ۱۹۴۷ تأسیس شد.